# Adobe Captivate
O Adobe Captivate é um programa da Adobe Systems que cria screencasts, apresentações e tutoriais mostrando ações de um programa numa tela de computador.
O Adobe Captivate é uma ferramenta que permite criar simulações multimídia práticas e rápidas de maneira eficiente e com muitos recursos de interatividade e integração.
Você pode criar demonstrações ou simulações de como usar um determinado aplicativo. Isso pode ser feito registrando em animação ou em vídeos suas ações na tela do computador. O programa é totalmente integrado ao Adobe Flash e é compatível com Flash Cs3.

## Histórico
Inicialmente conhecido como RoboDemo, o Captivate sofreu várias modificações ao longo dos anos passando pela Macromedia, que, posteriormente, foi adquirida pela Adobe Systems (2005), e hoje é conhecido como Adobe Captivate.

### Versões
- Adobe Captivate 5 (Atual)
- Adobe Captivate 4 (Atual)
- Adobe Captivate 3 (julho de 2007)
- Adobe Captivate 2 (outubro de 2006)
- Macromedia Captivate (outubro de 2004)
- RoboDemo 5 e eLearning Edition (outono de 2003 da eHelp Corporation)
- RoboDemo 4 e eLearning Edition (primavera de 2003 da eHelp Corporation)
- RoboDemo 3 (outono de 2002 da eHelp Corporation)
- RoboDemo 2 (maio de 2002 da eHelp Corporation)